# 齋藤修
齋藤 修 (さいとう おさむ、1950年2月18日 - 2021年10月3日) は、日本の法学者。専門は民法。学位は、法学博士（神戸大学・課程博士・1977年）。兵庫県立大学経営学部教授兼大学院経営学研究科教授。2015年4月兵庫県立大学名誉教授。神戸市生まれ。

## 略歴
1972年 (昭和47年) 関西大学法学部卒。1977年 (昭和52年) 9月神戸大学大学院法学研究科博士課程修了。私法専攻、専門は、民法。大学院修了(27歳）と同時に神戸大学法学博士。博士論文は、「スイス法における損害賠償額の決定」、民商法雑誌 (有斐閣) に公表。同年10月より神戸大学大学院研究生となり、1978年 (昭和53年) 3月に修了。関西大学学長明石三郎、神戸大学教授西原道雄に師事。
1978年 (昭和53年) 4月より、兵庫県立神戸商科大学商経学部経営学科専任講師、1980年 (昭和55年) 助教授を経て、1988年 (昭和63年) 4月より教授 (経営学科、大学院経営学研究科) 。1989年（平成元年）4月より1991年（平成3年）3月まで、神戸商科大学大学院経営学研究科長兼経営学科長。2004年（平成16年）4月より、兵庫県立大学経営学部教授兼大学院経営学研究科教授。2006年（平成18年）3月まで経営学部学生部長。2007年（平成19年）7月より2008年（平成20年）3月まで、兵庫県立大学学長特別補佐（熊谷信昭初代学長）を勤めた。2015年(平成27年)3月、兵庫県立大学定年退職。同年4月より兵庫県立大学名誉教授。
1992年 (平成4年) より2021年（令和3年）現在まで、『世界紳士録』 (Who’s Who in the World : アメリカ Marquis社) に登載される。損害賠償法の研究論文を多数公表。1984年 (昭和59年) 7月より9月までスイス・チューリッヒ大学で、客員研究員として、ハンス・ペーター (Hans Peter)教授及びハンス・ワルダー(Hans Walder)教授と、スイス損害賠償法の研究を行う。
1995年(平成7年)9月 第7回国際反汚職大会(The Seventh International Anti-Corruption Conference 中華人民共和国最高人民検察院主催) で日本代表として、北京で講演を行う（論題は、「日本における汚職の構造」）。学会等の活動として、日本私法学会における全国大会での研究報告が多数あり、2011年 (平成23年) 10月の神戸大学で開催された大会では、「慰謝料の現代的課題」の研究報告を行った。
2002年 (平成14年) より、現在2021年（令和3年）まで、日本交通法学会理事。2004年 (平成16年) より、現在2021年（令和3年）まで一般財団法人日本法律家協会近畿支部理事を務める (1984年より正会員) 。1984年 (昭和59年) より2006年 (平成18年) まで国際法律家協会 (International Bar Association,London)正会員。2001年 (平成13年) より06年まで、国際法律家協会損害賠償法委員会 (Negligence and Dameges Committee)の日本代表委員を務めた。
1998年（平成10年) 11月に、兵庫県知事より兵庫県永年勤続表彰を受賞した。
2009年 (平成21年) 11月に兵庫労働審議会公益代表委員及び家内労働部会長等の活動に対し、厚生労働行政に貢献したとして、厚生労働大臣賞を受賞した。
2012年 (平成24年) 3月、永年の大学における教育行政に対する功績に対して、兵庫県知事より教育功労者賞を受賞した。
2015年（平成27年） 3月  学術研究に顕著な業績を挙げるとともに大学の発展に大きく貢献したとして、兵庫県立大学より功績賞を受賞した。

## 著書
- 『現代民法総論』第7版、信山社、2013年
- 『損害額算定と損害限定』 (西原道雄と共訳) 、信山社、1999年
- 『汚職防止の研究』 神戸商科大学研究叢書53号、1996年
- 『現代民事法学の理論 (上巻) 』 (佐藤進と共編著) 、信山社、2001年
- 『現代民事法学の理論 (下巻) 』 (佐藤進と共編著) 、信山社、2002年
- 『慰謝料算定の理論』 (編著) 、ぎょうせい、2010年；第6版　2019年

など。